# 前田耕陽
前田 耕陽（まえだ こうよう、1968年8月16日 - ）は、日本の俳優、タレント、キーボーディスト。男性アイドルグループ・男闘呼組の元メンバー（1985年 - 1993年、2022年7月 - 2023年8月）。東京都出身。血液型A型。大手芸能プロダクションのA-teamが運営する芸能スクールのアカデミー・エンターテイメントの講師でもある。

## ジャニーズ時代の参加ユニット
- 東京男組
- 男闘呼組
- 少年御三家

## 来歴
- 1984年12月の、高校1年の時にジャニーズ事務所に入る。その後、男闘呼組のリーダーとして活躍。
- 高校時代、当時通っていた学校の女の子が男子全員の履歴書、約150枚ぐらいを事務所に送った。その後、前田にジャニー喜多川から電話がかかってきたが、当時前田はジャニーが誰だが分からなかった為、電話で「どちらのジャニーさんですか」と問いかけると、「今、トシちゃん（田原俊彦）のコンサートをやってるから新宿まで来い」て言われ、会場まで行くこととなった。コンサートを観終わった後に、ジャニーさんから「今度こういうグループを作ろうと思うんだけど、ヤル気はないか？」って誘われたのが、後の男闘呼組だったそうである。小学校の時にピアノを習ったことがあるという話をした前田は最終的にキーボードを担当することとなり、グループのメンバーとして活動することとなった[15]。
- 学歴は明治大学付属中野八王子高等学校から明治大学付属中野高等学校定時制に編入学し、延べ6年かけて卒業。
- キーボードを担当していたが、アマチュアバンドの結成から初ライブと親友関係を主題にした映画『ロックよ、静かに流れよ』ではドラムを担当している設定。本人が後談したところでは、「結成当時、他のメンバーと違って楽器を触ったこともなかったので、設定上はなんでもよかった」とのこと（男闘呼組結成当初はシンセドラム（パーカッション）を担当していた）。また、演奏は「ちゃんと本人が演奏していた」とのこと[15]。なお、近年ではアコースティックギターも演奏することがある。
- 1984年から1986年に、深夜ドラマの草分けトライアングル・ブルーでとんねるず、可愛かずみ、川上麻衣子等と共演する。
- 男闘呼組の解散後は「前田耕陽BAND」や「GODDESS」といったバンドで活動。また、近年では元男闘呼組の高橋和也らと「MIDNIGHT ANGEL」と言うバンドを結成し活動している。
- 2006年から、『なるトモ!』（読売テレビ系）にレギュラー出演。そのため週1回は、必ず大阪へ出向くようになって、番組終了後に京橋周辺のパチンコ店にもちょくちょく顔を出すようになり、現在パチスロにハマっている。その流れで、サンテレビ深夜のパチスロ対決番組など関西ローカルの番組にもよく出演するようになっている。
- 「男闘呼組」参加・解散を経て今日までたびたび肥満に悩まされている。本人及び前田周辺の人物談によると酒好き・過食の傾向があるという。
- 鹿児島県のMBCタレントの野口たくおとは、いとこ同士である。
- 2015年から本格的に舞台の脚本を書き、自身も役者として参加している[16]。
- 2020年4月から、自身のユーチューブチェンネル「Team54.ch」にてラジオ「Team54 Radio」を開始するとともに、男闘呼組のセルフカバーを発表している。セルフカバーのうち一部の楽曲については、高橋和也も参加している。

## 結婚にまつわるエピソード
- 1998年に元アイドルの中村由真と結婚したが、2003年に離婚。2人の間に子供はいない。
中村とは数年来の親友関係を経てゴールインしたが、結婚後に不和となり、喧嘩が絶えなかった事を後日、告白している。
- 2006年8月、漫才師の海原ともことできちゃった結婚で再婚。（2007年4月12日第一子の女児出産[17]）。ともこのレギュラー番組『なるトモ!』の出演が交際のきっかけとなり、「大阪大好き、大阪に住みたい」と公言してきたことから、大阪市で婚姻届を出し新居を構えることになった。ちなみにともこもバツイチであるため、2人とも再婚ということになる。2013年5月13日に第二子の男児が産まれた。また相婿（≒義弟）（ともこの実妹で相方の海原やすよの夫）はオリックス・バファローズの元投手・宮本大輔。
尚、前田が再婚する直前に前妻の中村由真も、在米の弁護士と同じく「できちゃった再婚」をしている。

## 出演

### テレビドラマ
- Triangle Blueシリーズ（テレビ朝日）
  - Triangle Blue（1985年5月7日 - 1986年2月25日）
  - Triangle Blue スペシャル（1986年1月3日）
  - Triangle Blue スペシャル2（1987年1月2日）
  - Triangle Blue スペシャル3 愛と青春のTriangle Blue（1992年1月3日）
- 妻たちの課外授業（1985年10月9日 - 1986年3月26日、日本テレビ）
- ナイン（1987年1月5日、フジテレビ、月曜ドラマランド） - 山中二郎 役
- ぼくの姉キはパイロット!（1987年8月18日 - 9月22日、TBS） - 黒岩克志 役
- オトコだろッ!（1988年7月21日 - 9月22日、フジテレビ） - 宇野晴彦 役
- 同級生は13歳（1987年8月20日 - 10月15日、フジテレビ系） - 香月冬彦 役
- 君の瞳に恋してる!（1989年1月16日 - 3月20日、フジテレビ系） - 鈴木元 役
  - 君の瞳に恋してる!スペシャル（1989年10月9日）
- びいどろで候〜長崎屋夢日記（1990年4月11日 - 7月4日、NHK） - 国定忠治 役
- 世にも奇妙な物語（1990年 - 1991年、フジテレビ系）
  - 時のないホテル（1990年7月26日） - 井上薫 役
  - 赤い雲（1991年10月17日） - 北森浩 役
- 刑事貴族3（1992年10月23日 - 12月25日、日本テレビ系） - 緒形大輔（刑事） 役
- 代紋TAKE2シリーズ（1993年 - 1997年、NTV、スペシャルドラマ） - 沖田努 役
  - 代紋 TAKE2〔1〕 （1993年3月4日）
  - 代紋 TAKE2〔2〕〜孤狼の章〜（1994年2月6日）
  - 代紋 TAKE2〔3〕〜獄中の狼たち〜（1994年11月20日）
  - 代紋 TAKE2〔4〕〜襲名! 白浜組八代目〜（1995年6月25日）
  - 代紋 TAKE2〔5〕〜丈二、木更津に死す! 〜（1996年1月28日）
  - 代紋 TAKE2〔6〕〜勃発! 白浜組VS明石組〜（1996年12月8日）
  - 代紋 TAKE2〔7〕〜激突! 木更津戦争〜（1997年2月9日）
- カミング・ホーム（1994年7月8日 - 9月23日、TBS系） - 城田幸一 役
- 藏（1995年6月 - 7月、NHK、BS日曜ドラマ） - 坂下涼太 役[18]
- 土曜ワイド劇場（テレビ朝日系）
  - 新・女弁護士 朝吹里矢子2・ビワの木の復讐!（1995年9月23日）
  - 京都の芸者弁護士2・恥じらうビーナス連続殺人!（1998年7月25日） - 伊都山悟 役
  - ラーメン刑事「龍」の殺人推理5 ラーメン刑事VS讃岐うどん（2005年3月19日、ABC） - 山田刑事 役
  - 温泉若おかみの殺人推理15（2005年7月23日） - 松井京平 役
  - 火災調査官・紅蓮次郎5（2005年11月5日） - 蝦沢辰巳 役
  - 温泉 (秘) 大作戦3 北海道松前で海の王者本マグロをゲットせよ（2006年4月15日）
  - はみだし弁護士・巽志郎10 美人妻ストーカー殺人事件（2006年8月19日） - 久保光男 役
  - 和菓子連続殺人事件（2008年2月23日）
  - 夏樹静子作家生活40周年記念作品「天使が消えていく」（2010年10月30日）
- 保険調査員 しがらみ太郎の事件簿2 金沢・能登殺人事件（1996年10月21日、TBS系、月曜ドラマスペシャル）
- 新・部長刑事 アーバンポリス24（時期不明 - 1999年4月24日、ABC） - 桜木耕介（刑事） 役
- 京都祇園入り婿刑事事件簿シリーズ（1999年 - 2005年、フジテレビ系、金曜エンタテイメント） - 桐野耕平（刑事） 役
  - 京都祇園入り婿刑事事件簿4（1999年1月29日）
  - 京都祇園入り婿刑事事件簿5（1999年7月23日）
  - 京都祇園入り婿刑事事件簿6（2000年1月21日）
  - 京都祇園入り婿刑事事件簿7（2000年12月1日）
  - 京都祇園入り婿刑事事件簿8（2001年6月8日）
  - 京都祇園入り婿刑事事件簿9（2002年5月3日）
  - 京都祇園入り婿刑事事件簿10（2003年5月9日）
  - 京都祇園入り婿刑事事件簿11（2004年4月16日）
  - 京都祇園入り婿刑事事件簿12（2005年7月29日）
- 水戸黄門（TBS / C.A.L）
  - 第27部 第24話「亡霊になって悪退治 -松代-」（1999年8月30日） - 殿村三郎 役
  - 第36部 第6話「印籠の故郷守る師弟愛 -輪島-」（2006年8月28日） - 伊之吉 役
- すずらん（1999年4月5日 - 10月2日、NHK） - 日高正憲 役
- 科捜研の女 第1シリーズ 「File.5 京都死の配達人! 赤いルージュの殺意!!」（1999年10月29日、テレビ朝日系）
- 15年目の夏（2002年8月21日、日本テレビ系、火曜サスペンス劇場） - 神原譲治 役
- 麻婆豆腐の女房「第2・3・5話」（2003年2月19・26日・3月17日、NHK、月曜ドラマシリーズ）
- 女と愛とミステリー（テレビ東京系）
  - 京都離婚旅行殺人事件（2003年6月4日） - 樋口警部補 役
  - 旅行作家・茶屋次郎3・四万十川殺人事件（2003年9月24日） - 角坂竜成 役
  - 動物病院ドクトル花子の殺人カルテ!（2003年10月5日）
- それは、突然、嵐のように…（2004年1月14日 - 3月17日、TBS）
- 月曜ミステリー劇場（TBS）
  - 示談交渉人甚内たま子裏ファイル3（2004年1月19日）
  - 万引きGメン・二階堂雪11・美形願望（2004年1月26日） - 南条俊樹 役
  - 早乙女千春の添乗報告書17・那須塩原湯けむりツアー殺人事件（2005年10月17日） - 赤木泰徳 役
  - 弁護士二重丸承子・赤い不在証明（2005年11月14日） - 福田亮 役
  - 警察庁特別広域捜査官 宮之原警部シリーズ2 菜の花幻想殺人事件（2006年2月13日）- 平館圭太 役
- 乱歩R 「第5話 白髪鬼」（2004年2月9日、読売テレビ） - 河村 役
- 異議あり!女弁護士大岡法江 「第6話 法廷密室トリックの謎!」（2004年2月19日、テレビ朝日系）
- 金田一耕助シリーズ「白蝋の死美人」（2004年4月26日、TBS・東阪企画） - 雄島隆介 役
- 銭形平次 第1シーズン 第1話（2004年4月12日、テレビ朝日系） - 菊之助 役
- よい子の味方（2004年6月7日 - 7月16日、TBS、愛の劇場） - 武田篤 役
- Just Do It　(2006年、ネットシネマ.tv)
- 外科医零子4 ハートの240秒（2006年2月20日、TBS） - 村岡誠 役
- 刑事吉永誠一 涙の事件簿4 一番大切な死体（ひと）（2006年8月9日、テレビ東京、水曜ミステリー9） - 宗像修一 役
- 打姫オバカミーコ（2006年、MONDO21） - 波溜晴 役(7〜18話)
- 逃亡者 おりん 第14話「弥十郎悲しき再会」（2007年2月2日、テレビ東京 / C.A.L） - 及川達之介 役
- 李香蘭（2007年2月11・12日、テレビ東京） - 服部良一 役
- 特命係長 只野仁（3rdシーズン）「第31話（最終回）」（2007年3月16日、テレビ朝日）※ゲスト出演
- 銭華2 DX豪華版（2007年4月4日、日本テレビ） - 大野恵介 役
- おばさんデカ 桜乙女の事件帖15（2007年9月28日、フジテレビ、金曜プレステージ）
- 君の瞳に両想い【ダウンタウンのガキの使いやあらへんで!!絶対に笑ってはいけないスパイ24時のDVDに収録】（2010年12月31日、日本テレビ）
- 上条麗子の事件推理10（2012年10月29日、TBS、月曜ゴールデン） - 磯貝祐二 役
- ヨメ代行はじめました。「第3話」（2013年1月24日、関西テレビ） - 小樽仁 役
- 温泉女将ふたりの事件簿2 日光鬼怒川殺人ライン（2013年1月30日、テレビ東京、水曜ミステリー9） - 手塚亮一 役
- ジゴロinシェアハウス（2015年3月13日 - 、TBSチャンネル） - ダイアナ 役
- 警視庁・捜査一課長「第9話」（2016年6月9日、テレビ朝日） - 飯田泰人 役
- ミナミの帝王ZERO「第4話」（2019年5月16日、関西テレビ）

### 映画
- いとしのエリー（1987年4月11日公開、東宝、【W主演：国生さゆり】） - 主演・上野晋平 役
- ロックよ、静かに流れよ（1988年2月20日公開、東宝、【主演：男闘呼組】） - 友成拓也（トモ） 役
- 少年武道館（1988年2月20日公開、東宝、【主演：少年御三家】）
- ツルモク独身寮（1991年7月27日公開、アスミック） - 主演・宮川正太 役
- シュート!（1994年3月12日公開、松竹、【主演：SMAP】）※友情出演
- 勝手にしやがれ!!シリーズ（1995年 - 1996年、ケイエスエス、【W主演：哀川翔】） - 主演・吉行耕作 役
- ヘヴンズ・ドア 殺人症候群（2003年1月25日公開、MIRAI） - 風間 役
- 人生ごっこ!?（2008年2月9日公開、東大和映画製作委員会） - 前田プロデューサー 役
- 蘇生（2015年4月4日公開、OFFICE TETSU SHIRATORI） - 比嘉照夫 役
- 蘇生Ⅱ（2019年8月23日公開、OFFICE TETSU SHIRATORI） - 比嘉照夫 役

### Vシネマ
- 勝手にしやがれ!! シリーズ（1995年 - 1996年、黒沢清監督） - 吉行耕作（便利屋）
  - 勝手にしやがれ!! 強奪計画（1995年）
  - 勝手にしやがれ!! 脱出計画（1995年）
  - 勝手にしやがれ!! 黄金計画（1996年）
  - 勝手にしやがれ!! 逆転計画（1996年）
  - 勝手にしやがれ!! 成金計画（1996年）
  - 勝手にしやがれ!! 英雄計画（1996年）
- ピイナッツ -落華星-（1996年）- 主演・星川竜次
- 尻を撫でまわしつづけた男 痴漢日記3（1996年、東映ビデオ） - 矢野
- 女教師 もっと淫らに（1997年、東映ビデオ） - 川越元明
- 示談屋（2000年） - 個人タクシー運転手
- 平成維新伝 群狼がゆく（2000年） - 蔵前弘（元陸上自衛隊東部方面隊）
- 悪名（2001年）
- 真・雀鬼9 頂上決戦!裏プロVS表プロ（2001年） - 垂水喜博(聖杯戦準優勝者)
- 実録・九州やくざ抗争史 LB熊本刑務所 義絶盃（2002年）
- 実録・鯨道外伝 ヤクザの弔い歌（2002年）
- 実録・大日本菊水会 双龍伝（2007年） - 大日本菊水会
- 実録マフィアンヤクザII DIRTYCONNECTION（2011年） - 監察官 ハヤサカ
- BAD女(ガール)（2012年2月17日、オールインエンタテインメント） - 浜島門馬
- 凶という名の極道（2012年） - 本間組幹部 オオツキ
- 半グレvsやくざ（2013年） - 大川一家幹部 長岡勇斗
- 孤高の叫び1,2（2018年）全2作 - 鷲州組 仁竜一派 赤石竜司

### テレビ番組
- 歌え!アイドルどーむ（テレビ東京）
- TVおじゃマンモス（日本テレビ）
- 2時ドキッ!（関西テレビ）
- ザ!情報ツウ（日本テレビ）
- 田舎に泊まろう!（テレビ東京）
- オススメッ!（日本テレビ）
- 5時に夢中!（TOKYO MX）
- なるトモ!（よみうりテレビ）
- 最強メダル伝説（サンテレビ）
- ラブちぇん（メ〜テレ）
- お笑いワイドショー マルコポロリ!（関西テレビ）

など

### 舞台
- 大阪は踊る!（2025年、大阪松竹座）[19]
- 西遊記（2020年、御園座　芸道45周年細川たかし特別公演）
- 嗚呼、雑魚戦闘員！（2020年、TEAM54 PRESENTS）
- 西遊記（2019年、明治座　芸道45周年細川たかし特別公演）
- WALL（2019年、TEAM54 PRESENTS）
- ちちいく...〜父逝く〜（2018年、TEAM54 PRESENTS）
- パパがヒーロー？（2017年再演、TEAM54 PRESENTS）
- のらん（2016年再演、TEAM54 PRODUCE）
- パパがヒーロー？（2015年、TEAM54 PRESENTS）
- のらん（2014年、TEAM54 PRODUCE）
- Bon Voyage! 三人の男たち、旅に出る。（2013年、TEAM54 PRODUCE）
- 3x3=3 待ち時間。（2010年、TEAM54 PRODUCE）
- 3x3=3 タケシタさんと三人の男たち。（2009年、TEAM54 PRODUCE）
- ジョリーロジャー（2009年、劇団ファントマ）
- 最初の晩餐（2012年11月22日 - 25日、ニッポン放送IMAGINEスタジオ）

### ミュージックビデオ
- MAY 『a Little Happiness』付属ショートストーリーDVD「MAY be Happy」（2007年1月31日） - スーツの男性 役

### ラジオ番組
- 日曜の午後は耕陽を聴こうよー！（HeartFM 2025年5月 -）